# Красная плесень
«Красная плесень» — советская и российская рок-группа, основанная в 1989 году в городе Ялте Павлом Яцыной. Группа известна исполнением песен с большим содержанием ненормативной лексики, а также куплетов, частушек, сказок, музыкальных пародий, стихов и анекдотов.

## История
Группа «Красная Плесень» была основана в 1989 году Павлом Яцыной в Ялте. В период с 1993 по 2025 год группой было записано 103 альбома, выпущен ряд музыкальных сборников и коллекционных изданий, а также изданы три подборки анимационных клипов «Панки грязи не боятся» (пародия на слоган «Танки грязи не боятся» из телевизионной рекламы КамАЗа), «Аленький цветочек» и «Видео СОЮЗ популярных пародий 3003».
В 1993 году Павел Яцына самостоятельно записал первые четыре альбома, используя синтезатор, электрогитару, микрофон, микшерный пульт, ревербератор и кассетный магнитофон — по неподтверждённым данным, модель «Ореанда». Впоследствии, при участии приглашённых вокалисток, пародистов и музыкантов, а также при поддержке различных крымских студий, Яцына записал ещё семь альбомов.
В 1995 году в симферопольском кинотеатре «Мир» группа дала свой первый концерт.
В том же году Яцына познакомился с директором симферопольской студии «Вест», с которой сотрудничал до 2001 года. В записи последующих альбомов и в создании клипов принимало участие множество различных певцов, пародистов, аранжировщиков, музыкантов, художников и аниматоров, но состав коллектива никогда не был постоянным. Впоследствии группа «Красная плесень» открыла собственную студию, на которой записывались и сводились альбомы коллектива и его дочерние проекты, создавались клипы, рисовались обложки к дискам и кассетам. С 2008 года коллектив занялся активной концертной деятельностью.

## Стилистика
Творчество группы «Красная плесень» охватывает широкий диапазон музыкального и разговорного жанров. В записях коллектива сочетаются песни как оригинальные, так и спародированные, рассказываются стихотворения, анекдоты, фельетоны и шутки. В большинстве текстов песен коллектива употребляется ненормативная лексика (исключение составляют альбомы «Баллады и лирика», «Маленький мальчик и другие пионерские куплеты» и серия альбомов «СОЮЗ популярных пародий», являющаяся пародией на сборники популярной музыки студии «Союз»). Пародируемые и оригинальные песни имеют различные стили, но сам коллектив основной стиль и направление своего творчества, исходя из текстов песен и употребляемых ими терминов (альбом «Трилогия русского панк-рока», термин «панк-мюзикл», песни «Ужратые панки», «Гимн панков», «Типично панковский медляк» и «Панк-баллада») характеризует как панк-рок. Часть текстов песен группы «Красная плесень» основана на устном народном творчестве, в частности частушки и садистские куплеты. Некоторые записи коллектива посвящены определённому жанру: например, альбом «Маленький мальчик и другие пионерские куплеты» посвящён садистским куплетам; альбомы «Баллады и лирика», «Баллады. 2 часть» и «Баллады (BEST)» посвящены балладам; альбом «Секс по телефону» состоит из юмористических фельетонов (это единственный альбом в дискографии группы, не являющийся песенным); серия «СОЮЗ популярных пародий» посвящена музыкальной пародии; серия панк-мюзиклов в основном состоит из материалов стихотворного и разговорного жанров с музыкальными вставками. Но в большинстве своём в альбомах группы сочетаются все вышеперечисленные жанры вместе.
Французская исследовательница русского панка, профессор социальной антропологии Элен Пиаже считает «Красную плесень» абсолютным феноменом русского и мирового панка, а лидера коллектива Павла Яцыну сравнивает с Даниилом Хармсом.

## Тематика
Коллектив не рассматривает своё творчество как идеологическую пропаганду, так как считает это направлением исключительно чёрного юмора и не рекомендует воспринимать его всерьёз, о чём говорит предупреждение на заглавной странице интернет-сайта plesen.net. Тексты песен коллектива посвящены следующему ряду тем:
- Оружие («Пушка», «Суровый дед», «Пистолет»);
- Секс («Мы ебались в первый раз», «Первая любовь», «ЦПХ», «Я упал на диван», «Лесбиянки», «Мне подруга не…», «Минет», «Песня зятя», «Онанист»);
- Наркомания («Галюны», «Свинцовый туман (Наркоман)», «Последний шаг (Уйти во мрак)», «Подбей косую» («Кубовая машина»), «В полнолунную ночь», «Бульбулятор»);
- Алкоголизм («Новый год», «Алкаш», «Деревенский рай»);
- Преступность («Тырлы-пырлы», «Тысь-анадысь», «Макаров пистолет», «Кидалово»);
- Насилие («Ялтинский пляж», «Сторож Затычкин», «Фёдор Гамнюков», «Попытка № 5»);
- Вандализм («На дискотеку сельскую», «Клава и панки», «Ария угашенного принца»);
- Половое извращение («Некрофил», «Зоофил», «Ованес и ишак»[4]);
- Хулиганство («Мы с пацанами едем на разборки», «За родину в торец!», «Ужратые панки»);
- Ксенофобия («Коммунист», «В сортире», «Рэппер Гоня и гопник Личинка», «Казаки»);
- Психические расстройства («Актриса», «Дурдом»);
- Садизм («Саня-пионер», «Страшилки», «Дебильный рок-н-ролл»);
- Каннибализм («Пигмеи», «Чтобы гость не уходил»);
- Цинизм («Моя папа», «Конченая блядь», «Заслонов»);
- Гитлеризм («Утро в гестапо», «Русиш партизанен», «Пантера-2», «Фоер», «Кокаин», «Ин зе рихтер»);
- Патриотизм («Патриотическая», «Красная армия», «С 23 февраля!», «Письмо Рейгану от рабочих Урала»);
- Комизм («Кооператив», «Амнезия», «Медкомиссия»);
- Протест поп-культуре («Под попсу буду плясать», «Поpsа», «Гимн панков», «Плесень на TV», «Юный попсист»);
- Антиглобализм («Китайские товары», «Прощай, Америка», «Боинг (Суп для тёщи)»);
- Любовь («20 лет», «На землю капает дождь», «Белокурая девчонка», «Прощай, моя последняя любовь», «Только помни меня», «Мальчик (Любовь)», «Ты пойми», «Не улетай»);
- Философия («Однажды», «Я бы хотел», «Мир абстрактных иллюзий», «Ржавое солнце», «Замкнутый круг», «Закат с рассветом», «Там, где ты», «Уничтожили ночь», «Ветер», «У кого-то есть», «Может, это сон», «Электричество»);
- Смерть («Закат с рассветом», «Я бы хотел», «Я достал пистолет», «Последний шаг», «Ржавое солнце», «Свинцовый туман», «Белокурая девчонка», «Что с тобой, мой маленький мальчик?», «Памяти всех безвременно ушедших посвящается», «В полнолунную ночь», «Клиническая смерть», «20 лет»);
- Мистика («Вурдалачная ночь», «Клиническая смерть», «Памяти всех безвременно ушедших посвящается», «В полнолунную ночь», «Шабаш»);
- Армия («Мама», «Афганистан», «ДМБ», «Как клёво в армии»).

Но чаще всего в репертуаре группы встречаются песни, посвященные сразу нескольким темам из вышеуказанного перечня. Также сюжеты песен в совокупности создают некий виртуальный мир, в котором живут нереальные и неоднократно упоминающиеся персонажи песен, сказок и анекдотов (Фёдор Гамнюков, вампир Кашёлкин, сантехник Лёша Кабано́в, синяк Иван Лепёшкин, ефрейтор Сруль, металлист Балалайкин, сторож Затычкин, рэпер Гоня и гопник Личинка, инженер Тарас Петрович, Чебуратор, сказочник, вымышленные участники группы Перов и Мачуляк, а также персонажи, говорящие голосами известных и узнаваемых личностей, например, Доцент (Евгений Леонов), Анатолий Папанов, Владимир Ленин, Михаил Горбачёв, Леонид Брежнев, Иосиф Сталин и пр.

## Голоса спародированных знаменитостей
- Владимир Ленин, Иосиф Сталин, Леонид Брежнев, Михаил Горбачёв, Борис Ельцин, Владимир Жириновский — голоса вышеперечисленных государственных деятелей часто звучат в песнях из «СОЮЗов популярных пародий». Также голос Жириновского звучит во многих альбомах, начиная с 14-го.
- Николай Литвинов — сказочник в альбомах-сказках, приколах между и внутри песен.
- Анатолий Папанов (в роли Волка и Лёлика) — его голосом говорит Волк («Приключения красной шапочки»), Чудище («Аленький цветочек»), также регулярно звучит в «СОЮЗах популярных пародий».
- Никита Михалков — начало песни «У дурдома моего».
- Евгений Леонов (в роли Доцента) — его голосом говорит Доцент («Спящая красавица — часть 1»), Король («Золушка»), Купец («Аленький цветочек»), старик-отец («Конёк-Горбунок»), рак («Емеля»), также регулярно звучит в «СОЮЗах популярных пародий».
- Владимир Высоцкий (в роли Глеба Жеглова) — звучит в основном в «СОЮЗах популярных пародий» (песня «Корефаны вы мои» и финалы песен «Женился Б..?», «У пивнушки» и «Хомяки»).
- Алексей Булдаков (в роли генерала Иволгина) — его голос появился в песнях «Девка с Уругвая» (цензурная версия песни «Девка узкоглазая»), «Меня зовут», «У пивнушки» и в интерлюдии «Бессарабия».
- Леонид Володарский — его голос повествует в альбомах «Спящая красавица — часть 2», «Куликовская битва» и «Приключения красной шапочки». Также его голосом говорит Переводчик в видеозаписи «Первая в мире электрогитара, сделанная из лопаты».
- Алексей Михалёв — в песнях «Ария княжны с» и «У пивнушки».
- Эдвард Радзинский — интерлюдия «Когда царь» и начало песни «Дед Кирилл и кинематограф».
- Бивис и Баттхед — Сергей Ножериевич в «СОЮЗах популярных пародий».
- Вахтанг Кикабидзе — в песне «Ованес и ишак».
- Борис Моисеев — в «СОЮЗах популярных пародий».
- Тилль Линдеманн — в песне «Демоны зла».
- Сергей Жуков — в песнях «Уши в сторону», «Что такое хорошо?», «Зеленые трусы», «Пьяненькие девочки». Также голосом Жукова говорит Комарик («Муха-ссыкатуха)» .
- Виктор Цой — в песнях «Там, где ты», «Уничтожили ночь», «Ветер», «Может, это сон», «У кого-то есть…» и «Электричество».
- Виктор Дорин — в песне «Не судите, судьи» (в исполнении некоторых песен ранних «СОЮЗов» В. Петлюра участвует сам, например «178500», «Чужие руки», «Каменная печень», «Ковыляй потихонечку», «Адреналин-2» и др.).
- Михаил Галустян (в роли Равшана) — в песнях «Сторож Затычкин» и «РаВшан-Рамштайн».
- Павел Кабанов (в роли Клары Захаровны) — в песнях «Еш сало» и «Бабушка смеется».
- Александр Пожаров (в роли Шуры Каретного).
- Верка Сердючка — часто звучит в «СОЮЗах популярных пародий». Также её голосом говорит Муха-ссыкатуха в одноимённом альбоме.
- Надежда Кадышева — в песне «Demons».
- Дима Билан — в песне «Мамалыга».
- Профессор Лебединский — в песнях «Я убью тебя, сказочник», «Я валяюсь пьяный на столе» и «Пьяный ёжик».
- Дмитрий Нагиев — в песне «Я валяюсь пьяный на столе».
- Виктор Бондарюк — в песне «Я валяюсь пьяный на столе».
- Василий Ливанов — в песне «Ловила в цирке».
- Вячеслав Бутусов — в песне «Дедушка по городу шагает босиком».
- Николай Дроздов — в песнях «В мире зверьков», «Я валяюсь пьяный на столе», начала песен «Плесень на TV», «Пантера 2».
- Серёга — в «СОЮЗах популярных пародий».
- Александр Лукашенко — в интерлюдиях «Смешливые девчонки», «На всё насрать» и «Саундрек к сериалу Юность в портянках».
- Юрий Клинских — в песнях «Памяти всем безвременно ушедшим», «Вурдалачная ночь», «В полнолунную ночь», «Вступление на ковано-чугунной лопате», «Самогон», «Мамалыга», «На деревне весело», «Ночью по погостам», «Тракторист я хоть куды».
- Евгений Осин — в песне «Плачет девушка с автоматом».
- Сергей Васюта.
- Александр Барыкин.
- Потап и Настя Каменских.
- Роман Билык.
- Сергей Шнуров — в альбоме «ЛЕНИНГРАДский синдром — Вибрация перца».

## Идеология
На фоне текстов и прочих публикаций, в идеологии коллектива прослеживается определённое направление, которое с течением времени менялось. На заре творчества коллектива просматривается антикоммунистический оттенок. В первых альбомах в текстах отдельных песен упоминается термин «коммунист» в негативной форме («Этот ублюдок», «Жора», «Эй, подруга»), однако, спустя годы, этот момент все меньше и меньше затрагивается автором, а начиная с середины 2000-х годов, тематика некоторых текстов даже начинает приобретать некий советский окрас («Красная армия», «Письмо Рейгану от рабочих Урала», «С 23 февраля», «Боинг» («Суп для тёщи»). Однако сюжеты своих текстов коллектив считает полностью юмористическими, не имеющими отношения к реальной жизни, и крайне негативно относится к случаям, когда к его творчеству проявляет интерес несовершеннолетние или когда тексты песен воспринимаются всерьёз.

## Технические данные, звучание группы
В 1993 году (1—4 альбомы) творчество группы создавалось и записывалось неофициально, в квартирных условиях. Музыка создавалась на синтезаторе «Yamaha» (в связи с чем многие песни обладали однотипными аранжировками) и вместе с вокалом писалась на бытовой кассетный магнитофон. Часть песен сопровождалась семплами, минусовками и использованными фонограммами оригиналов композиций других исполнителей, позаимствованными нарочито, но исключительно с пародийной целью. Иногда в песнях можно услышать запинки и оговорки, случавшиеся в процессе записи. Вместе с тем в записях песен путём накладывания фонограмм создаётся эффект хорового пения. Вначале голоса многих знаменитостей имитировал сам Павел Яцына.
В период с 1994 по 1996 год (5—11 альбомы) качество записи песен не претерпело существенных изменений, однако уже к тому времени начались эксперименты со звучанием и вокалом: в записях, помимо самого Павла Яцыны, стали принимать участие приглашённые певцы, музыканты и пародисты. В некоторых песнях группы наряду с мужским вокалом звучит и женский. Голосовые пародии стали звучать чаще и качественнее, иногда в них игрались гитарные партии.
В период с 1997 по 2003 год (12—35 альбомы) песни группы стали записываться уже в профессиональной рок-аранжировке, несмотря на то что живая ритм-секция (бас-гитара и ударные) в студии не использовались, а имитировались программированием. Постепенно к синтезаторному сопровождению начала подключаться гитара, а с 2004 года, начиная с 40-го альбома, большинство песен, за редким исключением, создавалось под тяжёлую гитарную музыку.

## Проекты
На студии «Красной плесени», помимо самого коллектива, записывались пятнадцать дочерних (параллельных) проектов, пять из которых являлись пародийными, в записях которых непосредственно принимал участие пародист Сергей Левченко и сам вокалист Павел Яцына. На данный[какой?] момент их пятнадцать, среди которых выделяются[чем?]:
- «Серёнька» (пародия на Серёгу), альбом «Харлей-Дэвидсон»[6];
- «Верка Смердючка» (пародия на Верку Сердючку), альбомы «Ат-лич-на!», «Всё о’кей!», «Поединок года! Верка Смердючка против Руки в брюки», «Буде зараз кирогаз», «Ноги в пляс», «Мы танцуем гопака», «Хлопцы, танцы, максиманцы»[7];
- «Руки в брюки» (пародия на группу «Руки Вверх!»), альбом «Рекомендации лучших дискотек»[8];
- «Дискотека Бавария» (пародия на группу «Дискотека Авария»), альбом «Голос грязных улиц»;
- «Вибрация ПЕРЦА» (пародия на группу «Ленинград»), альбом «ЛЕНИНГРАДский синдром»[9];
- «Crazy F. Dog» (пародия на проект «Crazy Frog»), альбом «Cool Booms»[10];
- «Shovellica» (симфоническая музыка)[11]…

## Анимация и видео
Клипы на песни группы «Красная плесень» представляют собой флэш-анимационные ролики. Студией «Красная плесень» выпущено три видеосборника «СОЮЗ популярных пародий 3003», «Панки грязи не боятся», «Аленький цветочек (1 часть)» и ряд отдельных клипов, а именно:
«За родину в торец!», «Дальтоничка», «Зелёные трусы» и др.
Помимо анимационных клипов, коллектив также выпускает небольшой ряд живых видеороликов: «Дусю», «Дебильный рок-н-ролл», «Новый год», «Яцына и Сид гасят Левченко», «Левченко и Сид отжигают», «Хата Яцыны», «Экскурсия по студии „Красная плесень“», «Красная плесень и ГАИшник Петренко», «Экскурсия по легендарному коттеджу Сергея Левченко», «Интервью Яцыны в гримёрке клуба Рlan B».
У группы есть свой канал на YouTube, на котором 17 сентября 2020 года набралось 100 тысяч подписчиков.

## Shovellica
Павел Яцына первым сделал из лопаты электрогитару, которую впоследствии запатентовал и выступал с ней на концертах. Также он основал проект «Shovellica», гитарные партии в котором играются исключительно на гитарах-лопатах (название проекта «Shovellica» начинается с английского слова «shovel», что переводится как «лопата»).
Книга рекордов Украины внесла гитару-лопату в свой каталог рекордов, зафиксировав рекорд как «Первая в мире гитара, сделанная из лопаты». Поскольку по ширине грифа лопата не позволяет разместить шесть струн, пришлось пожертвовать первой струной; поэтому гитара-лопата рассчитана на игру тяжелыми риффами. Кроме того, у группы есть «бас-лопата», «гитара-весло», «гитара-грабли» и «гитара-топор».

## Студийный состав

### Первый (студийный) состав (1989—1994)
- Павел Яцына — вокал, бэк-вокал, тексты, музыка, гитара, клавишные;
- Владимир Замотаев — тексты, идеи.

Фактически, в это время Павел Яцына был единственным участником группы.

### Второй (студийный) состав (1994—1997)
- Павел Яцына — вокал, бэк-вокал, тексты, музыка, гитара, клавишные;
- Ди Джей Эй (Антон Асвадуров) — пародии;
- Антон Таран — гитара;
- Владимир Замотаев — тексты, идеи;
- Владимир Семёнов — гитара, клавишные, вокал (с 1995 года, 19 мая 2002 года умер от рака);
- Олеся К. — вокал, бэк-вокал;
- Стелла Сердюк — вокал, бэк-вокал;
- Макс Отто — художник;
- Дмитрий Воронцов (Осипов) — пародийные голоса и текст (с 1995 года, умер 15 декабря 2016).

### Третий (студийный) состав (1997—2004)
- Павел Яцына — вокал, бэк-вокал, тексты, музыка, гитара, клавишные;
- Дмитрий Воронцов (Осипов) — пародийные голоса и текст (умер 15 декабря 2016);
- Роман Муразанов (Руш) (до 2001 года) — вокал, пародия;
- Максим Дудко — вокал, пародия;
- Сергей Левченко (с 2001 года) — пародия, вокал, бэк-вокал;
- Ольга Сопина (с 2001 года) — вокал, пародия;
- Екатерина Перетятько (Ди Джей Кати) — вокал;
- Алла Сафроняк (Галя Укуренная) — вокал;
- Наталья Катанова (Панкова) — вокал;
- Роман Беха («Пятая Бригада») — художник.

### Четвёртый (студийный) состав (2004—2010)
- Павел Яцына — вокал, бэк-вокал, тексты, музыка, гитара, клавишные;
- Сергей Левченко — пародия, вокал, бэк-вокал;
- Алексей Фролов — вокал, музыка, тексты;
- Ольга Сопина — вокал, пародия;
- Екатерина Перетятько (Ди Джей Кати) — вокал;
- Сергей «Sid» Михайлов — пародия;
- Дмитрий «Demaz» Летюк (с 2007 года) — пародия;
- Павел Безруков — рисунки, дизайн обложек, мульт-клипы.

### Пятый состав (концертный) (2010—2013)
- Павел Яцына — вокал, бэк-вокал, тексты, музыка, гитара, клавишные;
- Сергей «Sid» Михайлов — пародия, электроника;
- Павел Безруков — рисунки, дизайн обложек, мульт-клипы;
- Ника Морозова — гитара;
- Павел Петров — ударные.

### Шестой состав (концертный) (2013—2016)
- Павел Яцына — вокал, бэк-вокал, тексты, музыка, гитара, клавишные;
- Сергей «Sid» Михайлов — пародия, электроника;
- Юлиана Нестерова — ударные;
- Ника Морозова — гитара.
- Павел Безруков — рисунки, дизайн обложек, мульт-клипы

### Седьмой состав (концертный) (начало 2016)
- Павел Яцына — вокал;
- Юлиана Нестерова — ударные;
- Евгений Тарутаев — гитара;
- Илья Афанасьев — бас-гитара;
- Георгий Хентшель — гитара.
- Сергей «Sid» Михайлов — пародия, электроника;
- Александр Зенько — директор.
- Павел Безруков — рисунки, дизайн обложек, мульт-клипы

### Восьмой состав (концертный) (2016—2017)
- Павел Яцына — вокал;
- Сергей «Sid» Михайлов — пародии;
- Алексей Виноградов — гитара;
- Павел Безруков — рисунки, дизайн обложек, мульт-клипы
- Илья Шустров — барабаны;
- Ярослав Дмитриев — бас-гитара;
- Алексей «Мак» Самарцев — дизайн и издание альбомов;
- Александр Зенько — директор

### Девятый состав (концертный) (2018)
- Павел Яцына — вокал;
- Илья Нарежный — вокал, пародия, клавиши, гитара;
- Сергей Левченко — пародия, вокал, бэк-вокал;
- Сергей Дмитриев — ударные;
- Илья Афанасьев — бас-гитара;
- Алексей Фролов — вокал, гитара;
- Алексей «Мак» Самарцев — дизайн и издание альбомов, электроника, идеи;
- Александр Зенько — директор.
- Павел Безруков — рисунки, дизайн обложек, мульт-клипы

### Десятый (концертный) состав (2019)[15]
- Павел Яцына — вокал;
- Илья Нарежный — вокал, пародия, клавиши, гитара;
- Вадим Туватин — вокал, гитара;
- Александр Дифуша — бас-гитара;
- Сергей Дмитриев — ударные;
- Мария Поддатая — вокал;
- Сергей Левченко — пародия, вокал, бэк-вокал;
- Алексей Фролов — вокал, гитара;
- Илья Афанасьев — бас-гитара;
- Алексей «Мак» Самарцев — дизайн и издание альбомов, электроника, идеи;
- Евгений Аверин — канал YouTube;
- Александр Зенько — директор.
- Павел Безруков — рисунки, дизайн обложек

### Одиннадцатый (концертный) состав (2020)[16][17]
- Павел Яцына — вокал;
- Илья Нарежный — вокал, пародии, клавиши, гитара;
- Вадим Туватин — вокал, гитара;
- Александр Дифуша — бас-гитара;
- Сергей Дмитриев — ударные;
- Мария Поддатая — вокал;
- Алексей «Мак» Самарцев — идеи, дизайн и издание альбомов, электроника;
- Евгений Аверин — канал YouTube;
- Александр Зенько — директор.
- Павел Безруков — рисунки, дизайн обложек, мульт-клипы

### Двенадцатый(концертный) состав (2021)[16][17]
- Павел Яцына — вокал;
- Илья Нарежный — вокал, пародии, клавиши, гитара;
- Алексей Фролов — вокал, гитара;
- Максим Дудко — вокал;
- Мария Поддатая — вокал;
- Вадим Туватин — бэк-вокал, гитара;
- Александр Дифуша — бас-гитара;
- Михаил Нечаев — ударные (погиб 19 августа 2022 года[18]);
- Алексей «Мак» Самарцев — директор, издатель.

### Тринадцатый (концертно-студийный) состав (с 2022)[16][17][19]
- Павел Яцына — вокал, гитара-лопата;
- Алексей Самарцев — директор, бэк-вокал, электроника, дизайн, издатель;
- Павел Безруков — рисунки, дизайн обложек, мульт-клипы.

### Остальные участники
- Виктор Вьюнников — сессионный гитарист (с 12-го по 56-й альбомы);
- Константин Атаманов — сессионный участник группы, аранжировки, клавишные;
- Александр Басов — гитара, бас-гитара, клавишные (12-й, 16-й альбомы);
- Вадим Бойко — ударные (12-й, 16-й альбомы);
- Олег Лавров — вокал (16-й альбом);
- Роман Гиш — вокал (17-й альбом);
- Дмитрий Квитницкий — гитара (8-й, 11-й, 14-й альбомы);
- Антон Д. — гитара (14-й альбом);
- Андрей Васюк (Йердна Кюсав) — пародии (11-й, 51-й альбомы, неномерной альбом «Дадуда (Опера без крыши)»;
- DJ Амиго — аранжировки, клавишные (7-й, 8-й, 18-й, 19-й альбомы);
- Константин Краснов — аранжировки, клавишные (14-й, 15-й альбомы);
- Светлана Н. — вокал (6-й альбом);
- Елена Симерджиди — вокал (9-й альбом);
- Татьяна — вокал (11-й альбом);
- Марина А. — вокал (11-й альбом);
- Марина Ивановская — вокал (13-й альбом);
- Владимир Виноградов — аранжировки (13-й альбом);
- Глеб Стотланд — аранжировки (24-й альбом);
- Сергей «Ким» Гузнин («Сектор Газовой Атаки») — вокал (25-й альбом);
- Татьяна Фатеева («Сектор Газа») — вокал (25-й альбом).

## Дискография

### Номерные альбомы
Альбомы с 1 по 10 были переизданы в 2000-е с иными треклистами (некоторые песни были удалены и добавлены новые). Фирменный нумерованный список опубликован на официальном сайте группы.
1. 1991-1992 — Первый альбом (Оригинал утерян)
2. 1992-1993 — Сопля в левом ухе
3. 1993 — Удар по яйцам
4. 1993 — Металлист Балалайкин
5. 1994 — Новый год
6. 1994 — Вампир Кашёлкин
7. 1995 — Баллады и лирика
8. 1996 — Маленький мальчик и другие пионерские куплеты (в переиздании «Садистские куплеты»)
9. 1994 — Девятый бред
10. 1995 — Наш паровоз или Кытайцы не летают (в переиздании «Кабздец китайскому самолёту»)
11. 1995 — Спящая красавица — часть 1
12. 1997 — Спящая красавица — часть 2
13. 1997 — Зэ бэст, твою мать!
14. 1997 — Профессор Бибизинский и «Китайский размер тапок»
15. 1998 — Золушка
16. 1998 — Куликовская битва
17. 1998 — Бульбец «Титанику»
18. 1998 — Аленький цветочек
19. 1999 — Секс по телефону
20. 1999 — СОЮЗ популярных пародий 717
21. 1999 — Сказка о царе Салтане — часть 1
22. 2000 — СОЮЗ популярных пародий 828
23. 2000 — Вечный кайф
24. 2000 — СОЮЗ популярных пародий 1000
25. 2001 — Приключения красной шапочки
26. 2001 — СОЮЗ популярных пародий 3003
27. 2001 — Гаечный ключ для крейсера «Авроры»
28. 2001 — СОЮЗ популярных пародий 2002
29. 2002 — Сказка о царе Салтане — часть 2
30. 2002 — СОЮЗ популярных пародий 6006
31. 2002 — Пошли все на…
32. 2002 — СОЮЗ популярных пародий 4004
33. 2003 — Сосни, попса!
34. 2003 — СОЮЗ популярных пародий 7007
35. 2003 — От окраин до Кремля
36. 2004 — СОЮЗ популярных пародий 8800
37. 2004 — Муха-ссыкатуха
38. 2004 — Бульбулятор
39. 2004 — СОЮЗ популярных пародий 9900
40. 2004 — С «Симфоническим оркестром»
41. 2004 — СОЮЗ популярных пародий ХХХ
42. 2005 — СОЮЗ популярных пародий 1.000.000
43. 2005 — СОЮЗ популярных пародий 5.000.000
44. 2006 — Трилогия русского панк-рока
45. 2006 — СОЮЗ популярных пародий 16.000.000
46. 2006 — 46-й альбом
47. 2007 — СОЮЗ популярных пародий «Жареная тридцатка»
48. 2007 — Дискотека ефрейтора Сруля
49. 2007 — Баллады 2 часть
50. 2008 — ЖеZZZть
51. 2008 — Керосин
52. 2009 — Дефолт
53. 2010 — Демотиваторы
54. 2010 — Баллады (BEST)
55. 2010 — СОЮЗ популярных пародий 2010
56. 2012 — 21.12.2012
57. 2016 — Dubрые хиты
58. 2017 — Утерянные песни (1989—1995)
59. 2019 — ГОСТ 59-2019
60. 2020 — СОЮЗ параллельных проектов 60
61. 2020 — Бери топор, руби хардкор!
62. 2021 — Утерянные песни 2
63. 2021 — Памяти В. Цоя
64. 2022 — Лирика
65. 2022 — Пробивные хиты
66. 2022 — Утерянные песни 3
67. 2022 — Абсурдные куплеты
68. 2022 — Shovellica 2
69. 2022 — Емеля HD
70. 2022 — Квадратные очки (сборник песен в новых аранжировках)
71. 2022 — Концерт в ялтинском академическом театре
72. 2023 — Сгенерировано без искусственного интеллекта
73. 2023 — Баллады 90-х
74. 2023 — Слева молот, справа серп!
75. 2024 — Панк-рок на античной арфе
76. 2023 — Панк-сказка "Айболит"
77. 2024 — Вечный бульбец Бибизинского
78. 2024 — Кубинский подорожник (сборник песен в новых аранжировках)
79. 2024 — Союз ТОП 10 Пародий
80. 2024 — Корпоратив без Илона Маска
81. 2021 — СОЮЗ Платиновых пародий № 1
82. 2021 — СОЮЗ Платиновых пародий № 2
83. 2021 — СОЮЗ Платиновых пародий № 3
84. 2021 — СОЮЗ Платиновых пародий № 4
85. 2024 — Изучайте кибернетику! (сборник песен в новых аранжировках)
86. 2003 — ЛЕНИНГРАДский синдром, вибрация перца
87. 2003 — Руки в брюки, рекомендации лучших дискотек
88. 2003 — Серёнька, Харлей-Дэвидсон
89. 2019 — Shovellica
90. 1995 — Другая сторона кассеты
91. 2003 — Верка Смердючка, ат-лич-на!
92. 2003 — Верка Смердючка, всё о’кей!
93. 2021 — Best (1997—2000) (сборник песен в новых аранжировках)
94. 2003 — Верка Смердючка, кирогаз
95. 2004 — Верка Смердючка, ноги в пляс
96. 2021 — Best 2 (2001—2004) (сборник песен в новых аранжировках)
97. 2005 — Верка Смердючка, мы танцуем
98. 2006 — Верка Смердючка, танцы-максиманцы
99. 2024 — Памяти творчества Ю.Хоя
100. 2025 — Частушки на топоре
101. 2025 — Панк-сказки. Часть 1 (та самая кассета)
102. 2025 — Мохнатый VPN
103. 2025 — Отпуск в Зимбабве

### Параллельные проекты
1. 2000 — Дискотека Бавария — Голос грязных улиц
2. 2003 — Верка Смердючка — Поединок года
3. 2005 — Crazy F. Dog — Cool Booms
4. 2011 — Shovellica — The Symphony of the Shovel
5. 2014 — Shovellica — Shovellica
6. 2014 — TRIBUTE to Красная Плесень
7. 2016 — TRIBUTE to Красная Плесень 2.0
8. 2020 — Pavel Yatsina — Shovellica

### Параллельные проекты, другое
1. 2003 — студия «Красная плесень» Первые гопаки
2. 2003 — студия «Красная плесень» Следующие гопаки
3. 2003 — студия «Красная плесень» Регулярные гопаки
4. 2004 — студия «Красная плесень» Новые гопаки
5. 2005 — студия «Красная плесень» Снова гопаки
6. 2006 — студия «Красная плесень» Крайние гопаки

### MP3
1. 2001 — Золотая коллекция. Часть 1
2. 2001 — Золотая коллекция. Часть 2
3. 2004 — Золотая коллекция. Часть 3
4. 2005 — Укуренная коллекция. Часть 1
5. 2005 — Укуренная коллекция. Часть 2
6. 2006 — Укуренная коллекция. Часть 3
7. 2006 — Аццкие сказки
8. 2007 — Раритетное MP3
9. 2007 — Укуренная коллекция. Часть 4
10. 2008 — Неизданное редкое в MP3
11. 2009 — Неизданные партитуры для тромбона
12. 2009 — ВсеСОЮЗная коллекция

### Неизданное и неномерные альбомы (сборники и раритетные записи вне официальной дискографии)
1. 1988 — Союз борьбы с коммунизмом (СБК) (2019)
2. 1989 — Рок-опера «Красная плесень» (2019)
3. 1990 — Красная плесень
4. 1995 — Дадуда
5. 1998 — Зе бест, б…яя! 2 — ой раз
6. 1998 — Песни под укурку
7. 2000 — Пиратский альбом Союз-939 на Красную Плесень
8. 2007 — Альбом № 10
9. 2008 — Неизданный бред
10. 2008 — Федот стрелец (Часть 1)
11. 2009 — Федот стрелец (Часть 2)
12. 2009 — Евгений Онегин
13. 2009 — Неизданные ноты к баяну
14. 2010 — Неизданное
15. 2010 — Минуса
16. 2010 — Ремиксы
17. 2010 — Каверы
18. 2010 — Ночь коротка
19. 2011 — Бонус
20. 2012 — Золотые баллады (Golden Ballads)
21. 2013 — Последние раритеты Красной плесени
22. 2014 — Акустика
23. 2015 — Сказка о коньке-горбунке
24. 2016 — Демотиваторы
25. 2017 — Неизданный бред
26. 2017 — Неизданные ноты к баяну
27. 2018 — Демотиваторы
28. 2019 — Девятый Бред (2 CD)
29. 2019 — Кабздец китайскому самолёту
30. 2019 — Садисткие куплеты
31. 2019 — Вампир Кашелкин
32. 2020 — Трансформатор
33. 2020 — Бери топор, руби хардкор!
34. 2020 — Опера без крыши (2 CD)
35. 2020 — Сопля в левом ухе (CD)
36. 2020 — Удар по яйцам (CD)
37. 2020 — Металлист Балалайкин (CD)
38. 2020 — Греча
39. 2020 — Трансформатор
40. 2021 — Бульбец Титанику (CD)
41. 2021 — Best № 1 (1997—2000)
42. 2021 — Best № 2 (2001—2004)
43. 2021 — СОЮЗ платиновых пародий. Часть № 1
44. 2021 — СОЮЗ платиновых пародий. Часть № 2
45. 2021 — СОЮЗ платиновых пародий. Часть № 3
46. 2021 — СОЮЗ платиновых пародий. Часть № 4
47. 2021 — Гимн Красной Плесени!
48. 2021 — Песня для Евровидения!
49. 2021 — Фотоальбом
50. 2021 — Гимн панков (New Version)
51. 2022 — Отопительный сезон (feat. Мистер Гро…)
52. 2023 — Панк-сказка «Айболит» — EP[22]
53. 2024 — Новогодние частушки

### DVD и VHS
1. 2001 — СОЮЗ 3003 (VHS)
2. 2005 — Панки грязи не боятся
3. 2008 — Аленький цветочек

### Интернет-релизы
1. 2008 — Патриотический The Best
2. 2009 — Баллады. 3 часть. The Best
3. 2015 — Покупай Highscreen!
4. 2019 — Ded Витя (Деду надо выйти)
5. 2020 — Греча
6. 2020 — гр. Клево с наскоком — Ча-ча-чат

### Издание на грампластинке
1. 2014 — «Великие исполнители XXI века»

## Фильмография
- 2023 — «Красная плесень. Документальный фильм» (автобиографический фильм о группе, отснятый и смонтированный Павлом Яцыной и Алексеем Самарцевым).